# Michał Urbaniak

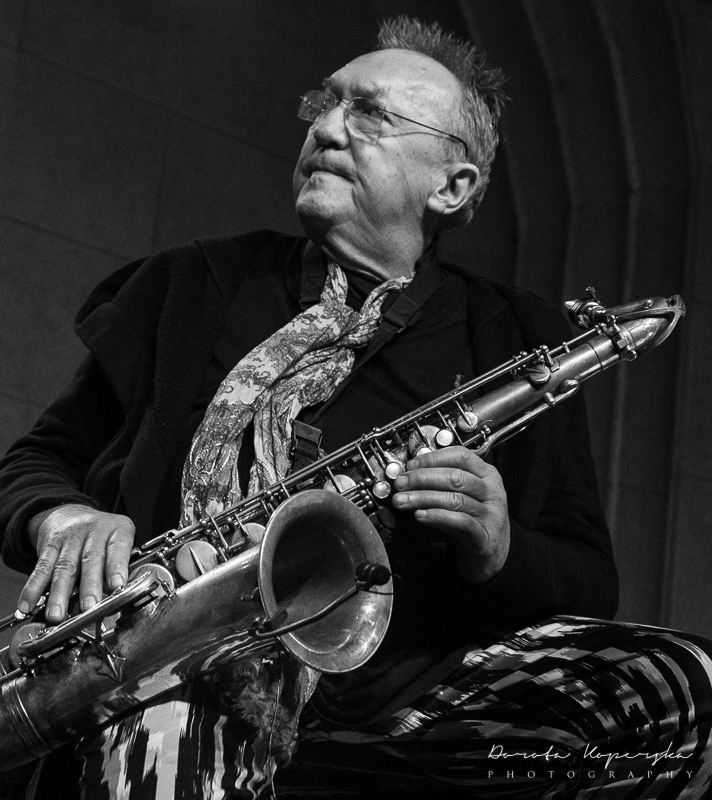
Michał Urbaniak

Michał Urbaniak (* 22. Januar 1943 in Warschau) ist ein polnisch-amerikanischer Jazz-Multiinstrumentalist (Violine, Saxophon, Lyricon).

## Leben und Wirken
Urbaniak studierte in Warschau Violine und erlernte als Autodidakt Saxophon. Er spielte von 1962 bis 1964 im Quintett von Krzysztof Komeda. Nach Auflösung der Band ging er bis 1969 nach Skandinavien, um nach seiner Rückkehr nach Polen seine eigene Formation zu gründen. Mit dieser gastierte er beim Montreux Jazz Festival 1971. Mitte der 1970er Jahre wanderte er mit seiner damaligen Frau, der Jazz-Sängerin Urszula Dudziak, in die USA aus, wo sie sich in der Fusionszene etablieren konnten. 1986 spielte er als Gastmusiker das Album Tutu von Miles Davis ein, was ihm internationale Aufmerksamkeit verschaffte und endgültig Anerkennung als einer der wichtigsten Geiger der modernen Jazz-Szene brachte. Urbaniak nahm noch weitere Alben unter eigenem Namen auf, die die gesamte Bandbreite seines Repertoires verdeutlichen (s. Diskographie). Auch als Komponist von Filmmusiken machte er sich einen Namen.
Im Jahre 2004 nahm er an seinem Wohnort New York die vielbeachtete CD I Jazz Love You auf. Auf dieser CD experimentiert Urbaniak mit einer TalkBox. Das Resultat klingt so ähnlich, als ob er durch seine Violine „hindurchsprechen“ würde. Einfache Textpassagen können so für den Zuhörer angedeutet werden. An den Aufnahmen wirkten wiederum einige Stars der New Yorker Jazzszene mit, u. a. Kenny Barron, Lenny White, Ron Carter, Roy Haynes.
Des Weiteren war er auf Alben mit dem polnischen Ausnahme-Sänger Czesław Niemen zu hören, so auf dem psychedelischen Album Niemen Enigmatic (Muza 1969) und auf dem New Yorker Album Mourners Rhapsody (CBS 1974) mit u. a. Niemen, Jan Hammer, Rick Laird und John Abercrombie. In den späten achtziger Jahren produzierte er mit Niemen noch eine US-Single und trat bei Jazzfesten mit ihm in Polen auf. Im Jahre 2005 wirkte Urbaniak als Stargast an einem polnischen Benefiz-Konzert zugunsten eines Kinderhilfsprojektes mit. Dieses Konzert fand im Paulus-Saal in Freiburg im Breisgau statt und wurde weltweit via Internet ausgestrahlt.
Die Sängerin Mika Urbaniak ist seine Tochter.

## Diskografie (Auswahl)
- Michal Urbaniak's Group Live Recording (Michal Urbaniak, Adam Makowicz, Paweł Jarzębski, Czesław Bartkowski 1971, LP: Muza Polskie Nagrania SX0733; CD: Muza Polskie Nagrania PNCD 924)
- New Violin Summit (mit Don Sugarcane Harris, Jean-Luc Ponty, Nipso Brantner, Terje Rypdal, Wolfgang Dauner, Neville Whitehead, Robert Wyatt; MPS 1972)
- Fusion (mit Urszula Dudziak, Wojciech Karolak, Adam Makowicz, Czesław Bartkowski; Columbia 1973)
- Body English (mit Urszula Dudziak, Harold Ivory Williams, Joe Caro, Basil Fearrington, Steve Jordan, Bernard Kafka, Earl Crusher Bennetts. Arista Records 1976)
- Urbaniak (mit Zbigniew Namyslowski, Urszula Dudziak, Kenny Kirkland, Tony Bunn, Lurenda Featherstone; 1977)
- Recital – Michal Urbaniak/Vladyslav Sendecki (Four Leaf Clover Records – FLC 5073, 1984)
- Urbaniax – Burning Circuits (Michał Urbaniak/Urszula Dudziak/Vladyslav Sendecki, Sonet – SNTF 917, 1984)
- Songs for Poland (Michal Urbaniak/Vladyslav Sendecki, UBX Productions Inc./Sonet – SNTF 1025, 1988)
- New York Five at the Village Vanguard (1989)
- I Jazz Love You (2004)
- Urbanator III (2005)
- Jazz Legends #1 (2006)
- Miles of Blue (2009, PL: Platin)[1]